# Épisome
 (mars 2023).
Si vous disposez d'ouvrages ou d'articles de référence ou si vous connaissez des sites web de qualité traitant du thème abordé ici, merci de compléter l'article en donnant les références utiles à sa vérifiabilité et en les liant à la section « Notes et références ».
Un épisome est une molécule d'ADN circulaire, extrachromosomique (c'est-à-dire sans être intégré aux chromosomes), qui peut se répliquer de manière autonome comme les plasmides. Cependant les épisomes possèdent certains gènes supplémentaires codant la synthèse d'enzymes de restriction qui permettent leur intégration aux chromosomes cellulaires ou bactériens par une recombinaison épisomale : ils ne sont pourtant pas considérés comme faisant partie du génome chromosomique.
Toutefois, il est impossible de les différencier du patrimoine génétique original de la cellule. Les seuls moyens de détecter la présence d'épisomes dans les chromosomes sont : soit de connaître la séquence de l'épisome, soit de connaître la séquence du chromosome original de la cellule.
Quoi qu'il en soit, l'intérêt biologique de l'épisome par rapport au plasmide est évident ; en effet, une fois intégré au chromosome de la cellule, la transmission du ou des caractères génétiques est assurée lors de la division par fission binaire ou scissiparité (l'équivalent de la mitose chez les autres cellules) de cellules mères en cellules filles contrairement aux plasmides qui se répartissent de façon aléatoire.

## Ce qu'est l'épisome par rapport au plasmide

Comparaison de plasmides non-intégrants (en haut) et d'épisomes (en bas).
1..
2..
3..
4. avec.

Un épisome est un plasmide qui peut s'intégrer dans l'ADN chromosomique de la cellule hôte. De ce fait, il peut y rester intact pendant de longues périodes, être dupliqué à chaque division cellulaire de l'hôte, et devenir partie intégrante de son patrimoine génétique. Le terme n'est plus en usage pour les plasmides, depuis qu'il a été établi qu'une région d'homologie avec le chromosome, comme un transposon, fait d'un plasmide un épisome. Dans les systèmes mammifères, le terme épisome fait référence à un ADN circulaire (comme un génome viral) attaché au chromosome de la cellule-hôte de façon non-covalente.

## Exemples de Plasmide

### Exemple chez lesvirus
Les herpèsvirus, les adénovirus, les polyomavirus sont des épisomes.
Le HPV est le meilleur exemple. Après endocytose et translocation dans le noyau durant laquelle il y a décapsidation, le virus se multiplie d'abord dans les couches basale de l'épithélium de façon épisomique : c'est une phase non productive car on ne forme pas de virus (pas de capside). 

### Autres exemples
- Chromosome minuscule double